# 比尔纳维莱尔
比尔纳维莱尔（法語：Burnevillers）是法国杜省的一个市镇，属于蒙贝利阿尔区（Montbéliard）圣伊波利特县（Saint-Hippolyte）。该市镇总面积6.74平方公里，2009年时的人口为46人。

## 人口
比尔纳维莱尔人口变化图示